# Fort des Rousses
Le Fort des Rousses, ou Fort Général Henry Martin depuis 1984, est un vaste ouvrage militaire construit sous le Second Empire, situé sur une position dominante occidentale de  la commune des Rousses dans le Jura composé de trois bâtiments (Cavalier, Quitry et Saint-Germain), parties visibles de plusieurs niveaux souterrains.

## Construction
La commune des Rousses est située à la frontière suisse, et au début du XIXe siècle, l’état major français craint une éventuelle attaque par un belligérant qui aurait violé la neutralité suisse. Face à la menace d'invasion des armées autrichiennes, le colonel Christin reçoit l'ordre de fortifier et d'organiser la défense des positions des Rousses en 1815, sur la frontière du Jura, point stratégique. Il fait alors bâtir cinq redoutes.
En 1841, le ministère des Finances vote un crédit pour la construction d'un fort et un terrain de 93 hectares est acquis au sud-ouest de la commune. Les travaux commencent en 1843 et se poursuivent durant une vingtaine d'années. L’inscription sur le porche d’entrée est 1848, mais il est considéré comme véritablement terminé en 1862-1863. À 1 150 m d'altitude, le fort des Rousses est la deuxième forteresse française par la superficie (après la forteresse du Mont-Valérien) : 21 ha à l'intérieur du mur d'enceinte, plus de 50 000 m2 de salles voûtées et des kilomètres de galeries. Il est construit en pierre calcaire extraite localement et largement recouvert de terre comme protection supplémentaire contre les bombardements.
Le fort possède deux portes d'entrée. Au nord, construite entre deux passages couverts voûtés, la porte de France. À l'est, la porte de Suisse, protégée par un pont-levis à la Poncelet et couverte par une importante tenaille, est considérée comme la porte principale. Le fort des Rousses a été doté de trois casernes monumentales. Aucune source n'alimente les réserves d'eau et seules les eaux recueillies sur les terrasses des bâtiments après les pluies ou la fonte des neiges remplissent les citernes installées sous chaque bâtiment.

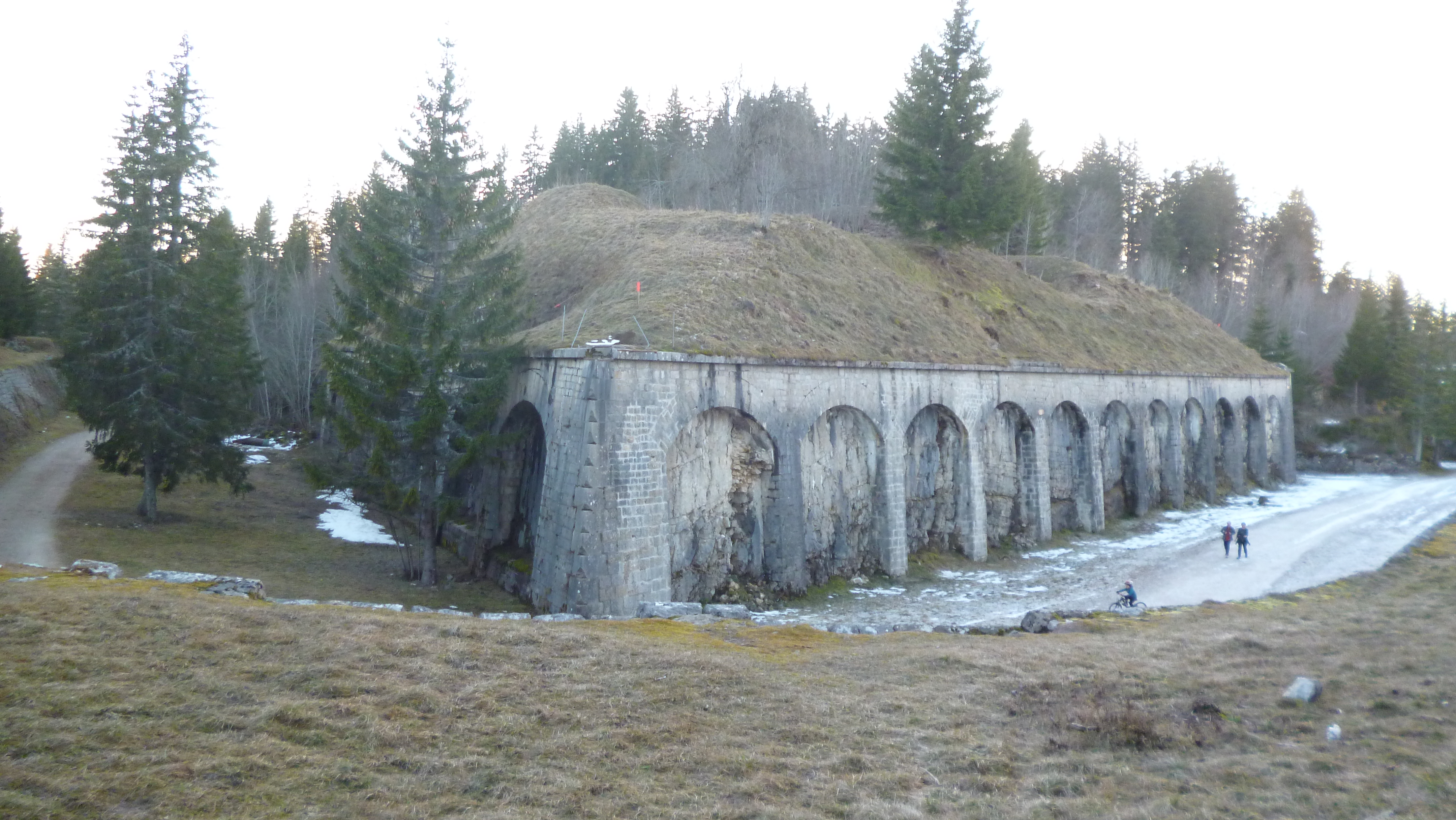
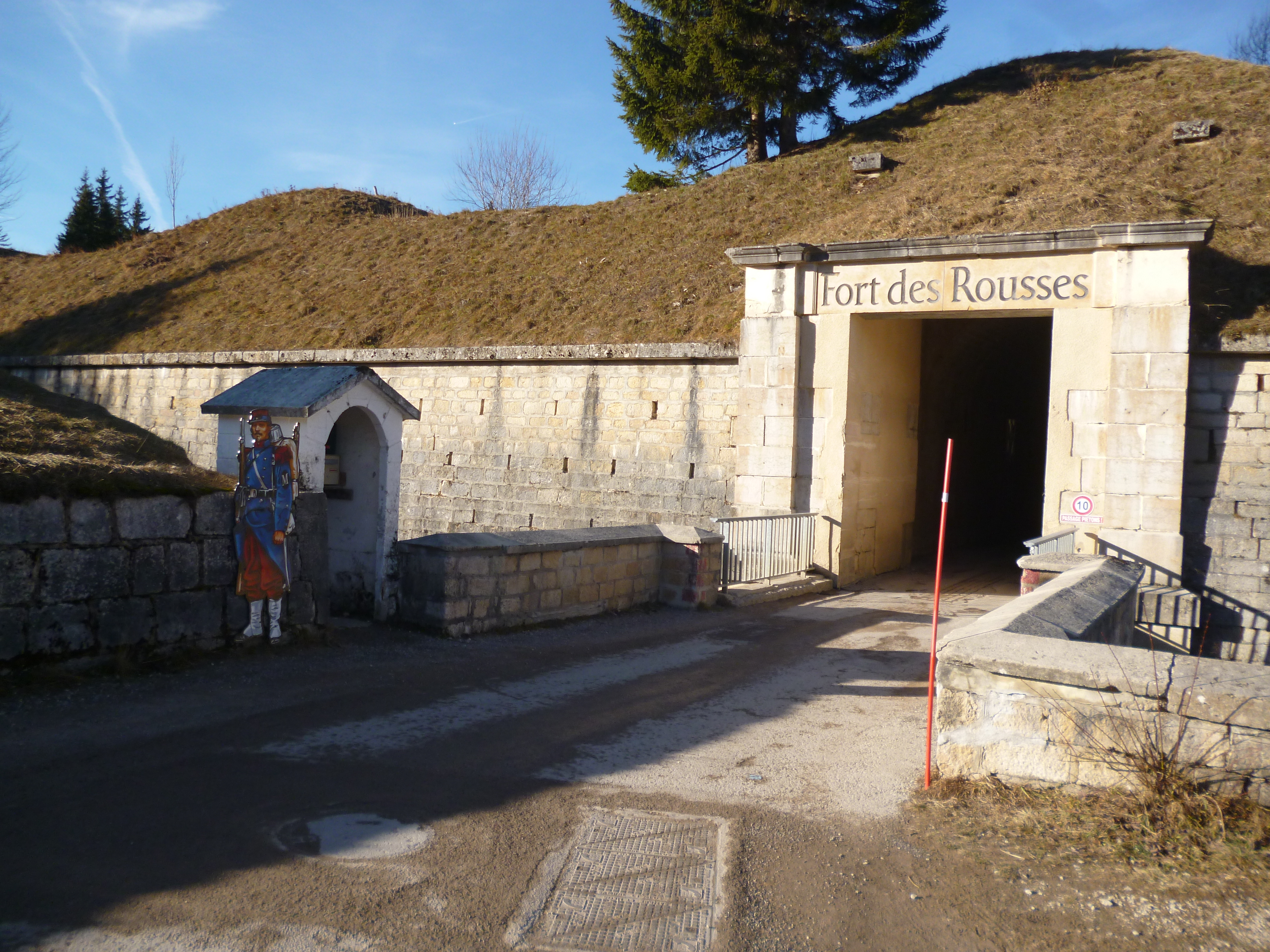
Porte de France
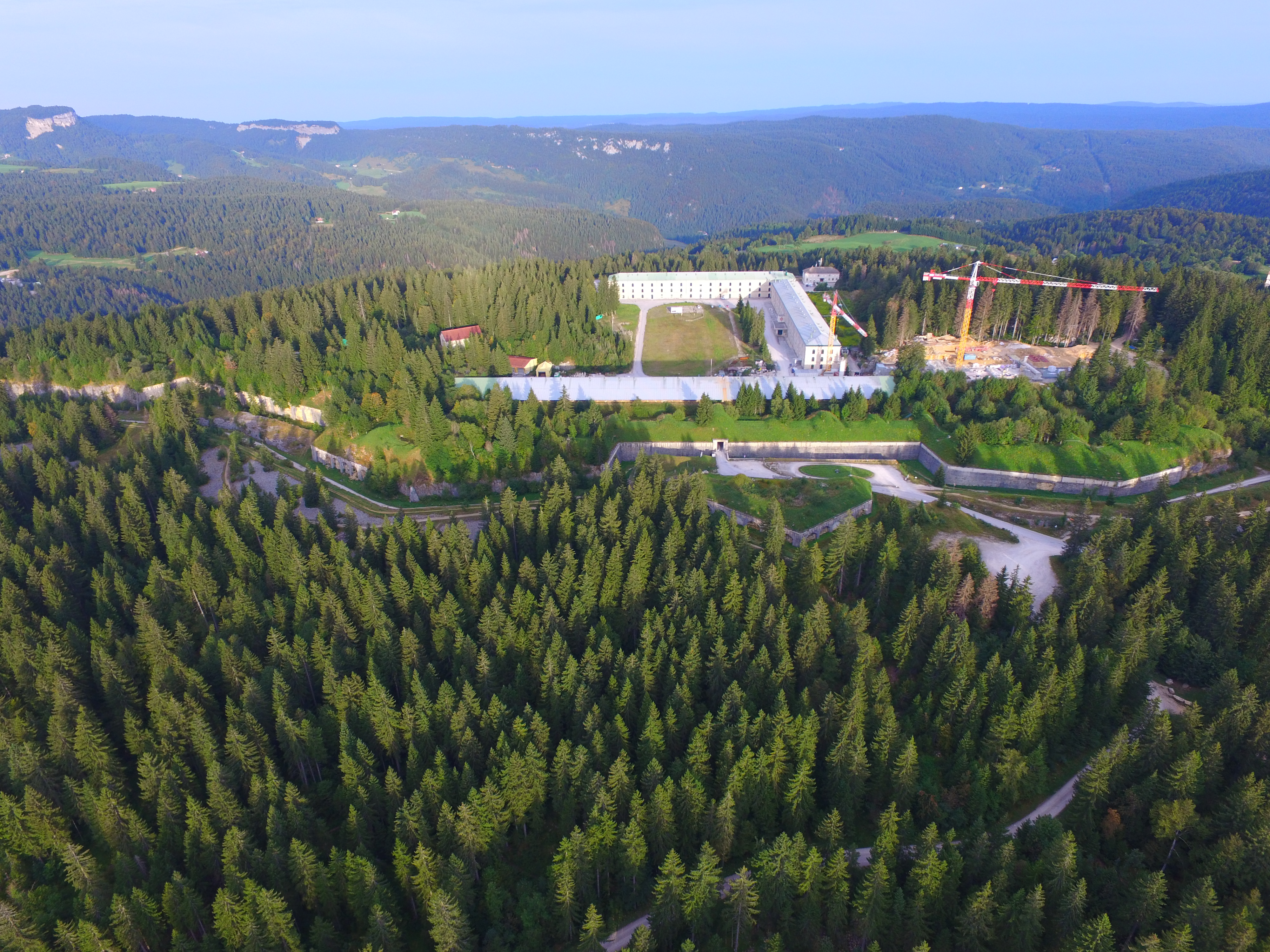
Fort des Rousses en 2016, vue du ciel
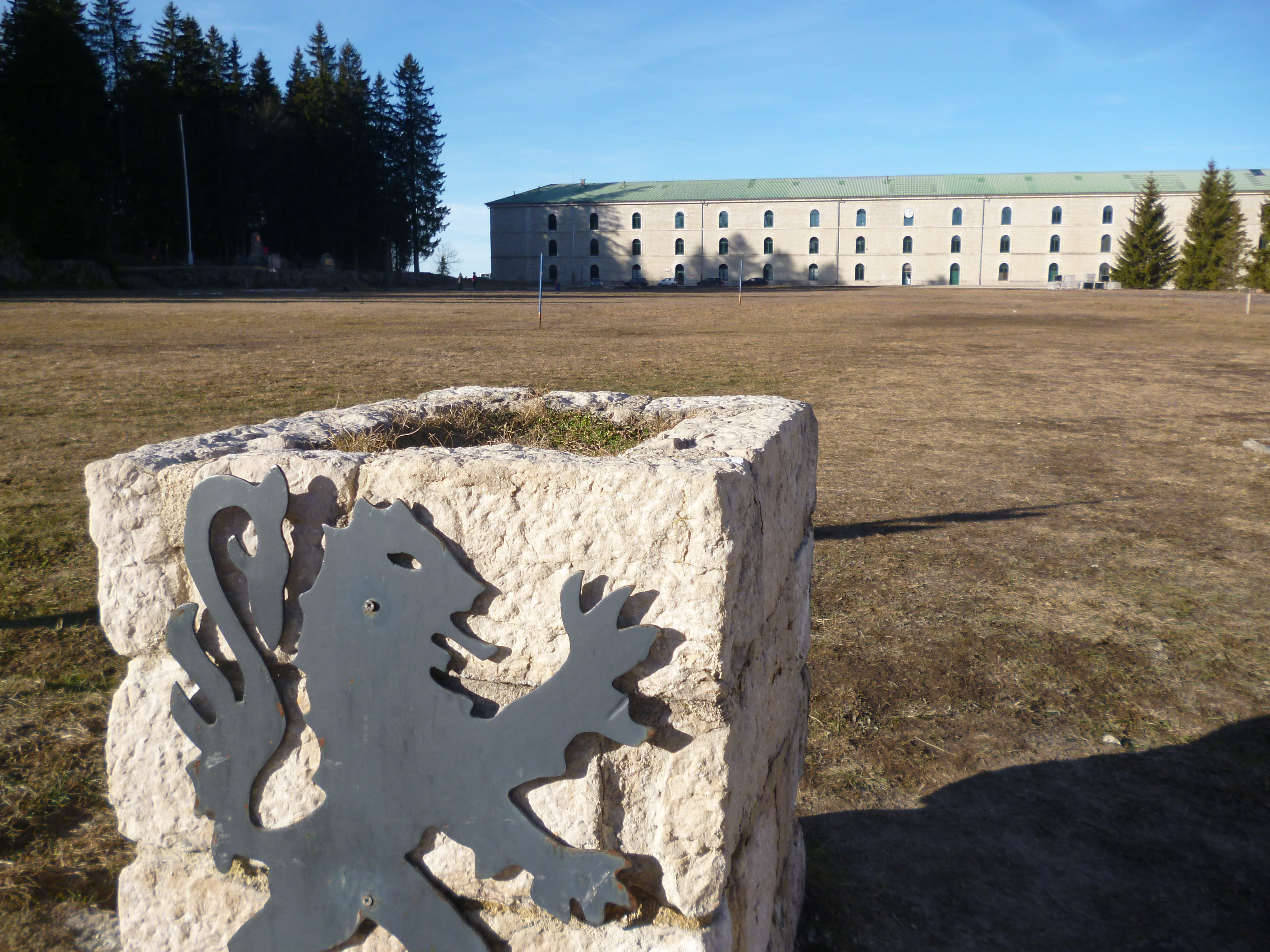
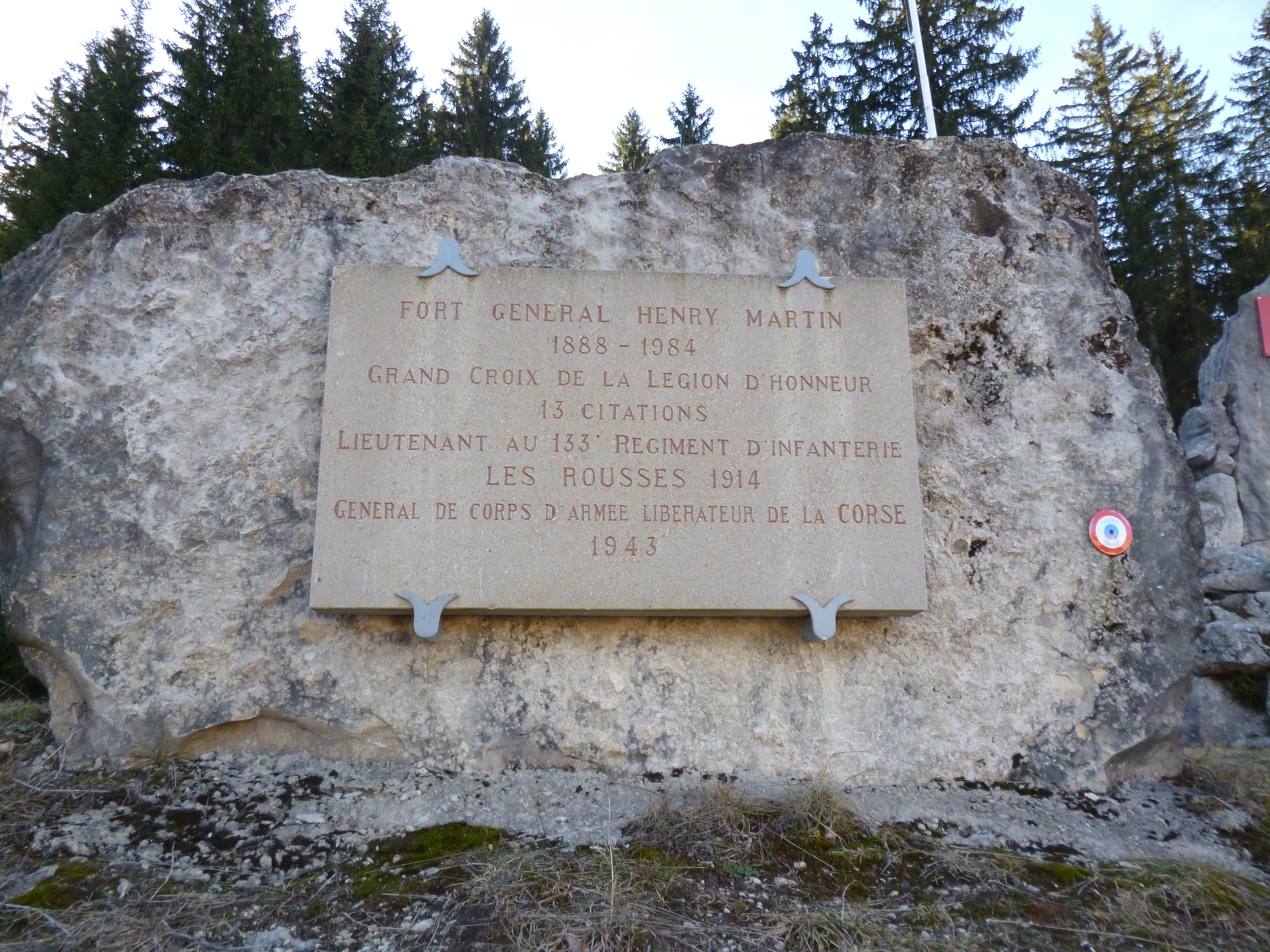
Plaque en l'honneur du Général Henry Martin.

## Histoire

### Première utilisation militaire
Le fort ne recevra ses pièces d'artillerie qu'en 1868, la décision ministérielle du 2 décembre 1867 ayant porté son armement à 88 pièces de défense et 27 pièces de sûreté et sa garnison à 3 500 hommes, chiffres qui seront maintenus jusqu'en décembre 1874. Des travaux importants de réparations et d'entretien sont entrepris en 1884-87. C'est également à cette époque qu'est construite la redoute du Rochat (disparue) et le fort du Risoux. Et pourtant, l’évolution de l’armement de siège le rend rapidement obsolète. Dès 1899, il est inscrit parmi les ouvrages de 3e classe et les travaux entrepris pour l'aménagement des nouveaux abris sous-roc sont, de ce fait, immédiatement arrêtés. Le fort est utilisé par les militaires jusqu'en 1919 puis abandonné.

### Seconde utilisation militaire
Le 28 août 1939, la 7e compagnie du 73e régiment régional s'y installe. Elle y stationne jusqu'au 2 février 1940. Elle a pour mission d'assurer la garde sur la frontière avec la Suisse. La 6e compagnie  du même régiment y prend également ses quartiers du 29 août 1939 au 1 février 1940. Elle a pour mission d’assurer des travaux de défense dans les alentours. Du 7 janvier au 4 mars 1940, une école de ski militaire est active . L’objectif est double. D’une part, la formation de pelotons et de sections d’éclaireurs-skieurs devant renforcer le dispositif de surveillance et de fermeture de la frontière. D’autre part, entraîner à la pratique du ski les unités du secteur fortifié du Jura sur le secteur appelées à utiliser ce matériel pour leurs déplacements : chantiers, liaisons, ravitaillements, reconnaissances.
Du 21 novembre 1939 au 2 février 1940 le fort est le poste de commandement du sous-secteur de Morez du secteur fortifié du Jura . 
Son statut après l'Armistice de juin 1940 diverge selon les sources, soit occupé par les Allemands, soit par la Croix-Rouge. Les unités françaises en prennent possession en 1944.
Après la Seconde Guerre mondiale, le fort des Rousses devient Centre régional d'entraînement physique militaire et de ski, puis fut occupé par différents bataillons. Depuis 1966, il abritait le centre d'entraînement commando du 23e régiment d'infanterie, affectation qu'il conservera jusqu'en juin 1997 date de son abandon par l'armée. Dans les années 1960, il abritait également aux vacances de Pâques et d'été les stages de la Formation militaire interarmes pour les étudiants qui avaient opté pour la PMS afin de faire directement le « peloton des ÉOR » lors de leur incorporation.
Le fort des Rousses fut baptisé fort Général Henry Martin en 1984.

### Retour à la vie civile
En 1997, avec la fin de la conscription et la création d'une armée professionnelle, l'État le vend à la commune des Rousses. Il est alors restructuré pour abriter l'entreprise de lunetterie Comotec et la société Fromageries Arnaud Frères. Cette dernière a fait aménager les immenses caves voûtées du fort pour affiner les fromages qu'elle achète aux agriculteurs car celles-ci affichent été comme hiver une température de 8 °C. Pour cette activité commerciale, plus de 75 000 meules de comté y sont stockées. Il sert aussi de cadre à un parcours d’aventure et d’exploration de souterrains. Aucunement isolé du village, les Rousselands et touristes s'approprient le fort des Rousses pour les activités sociales, ludiques et sportives sur un parcours plat, facile d'accès bénéficiant d'une bonne exposition dans un environnement boisé et un cadre architectural militaire.

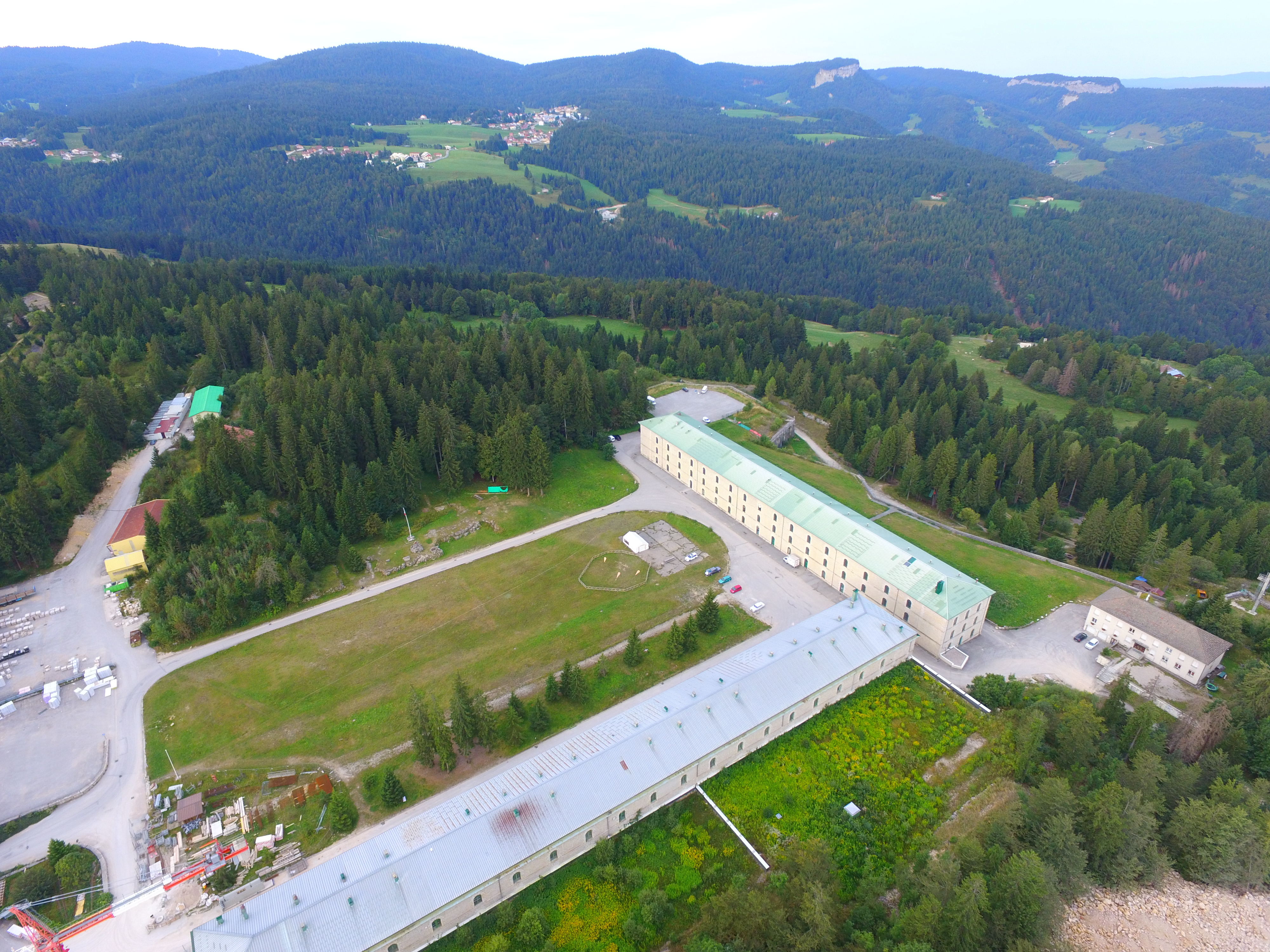
Le Fort des rousses. Vue de haut.

Aujourd'hui, le château sert en grande partie à affiner du fromage dans les différentes caves.

Fort des Rousses : cave d'affinage du comté de marque Juraflore.
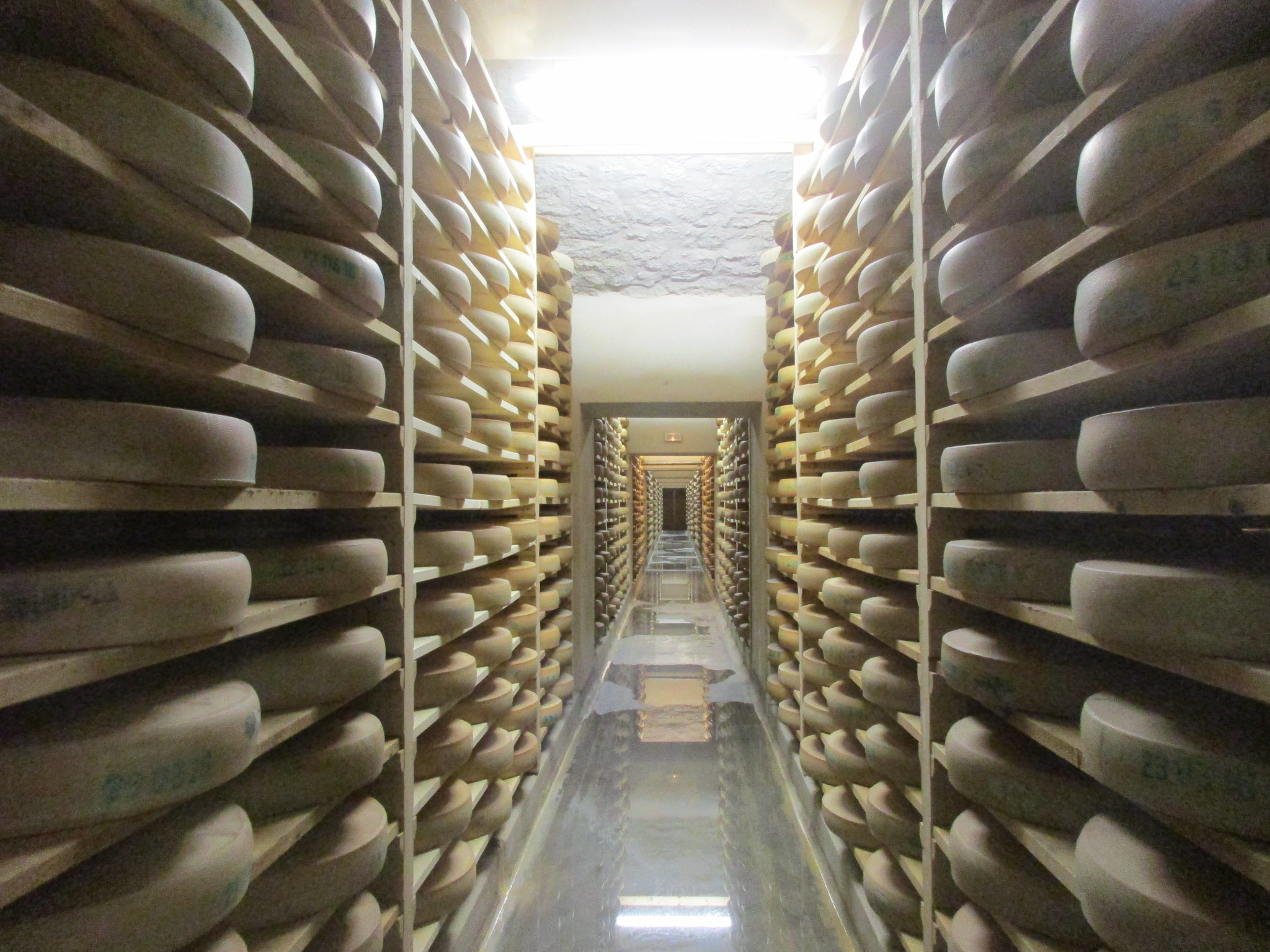
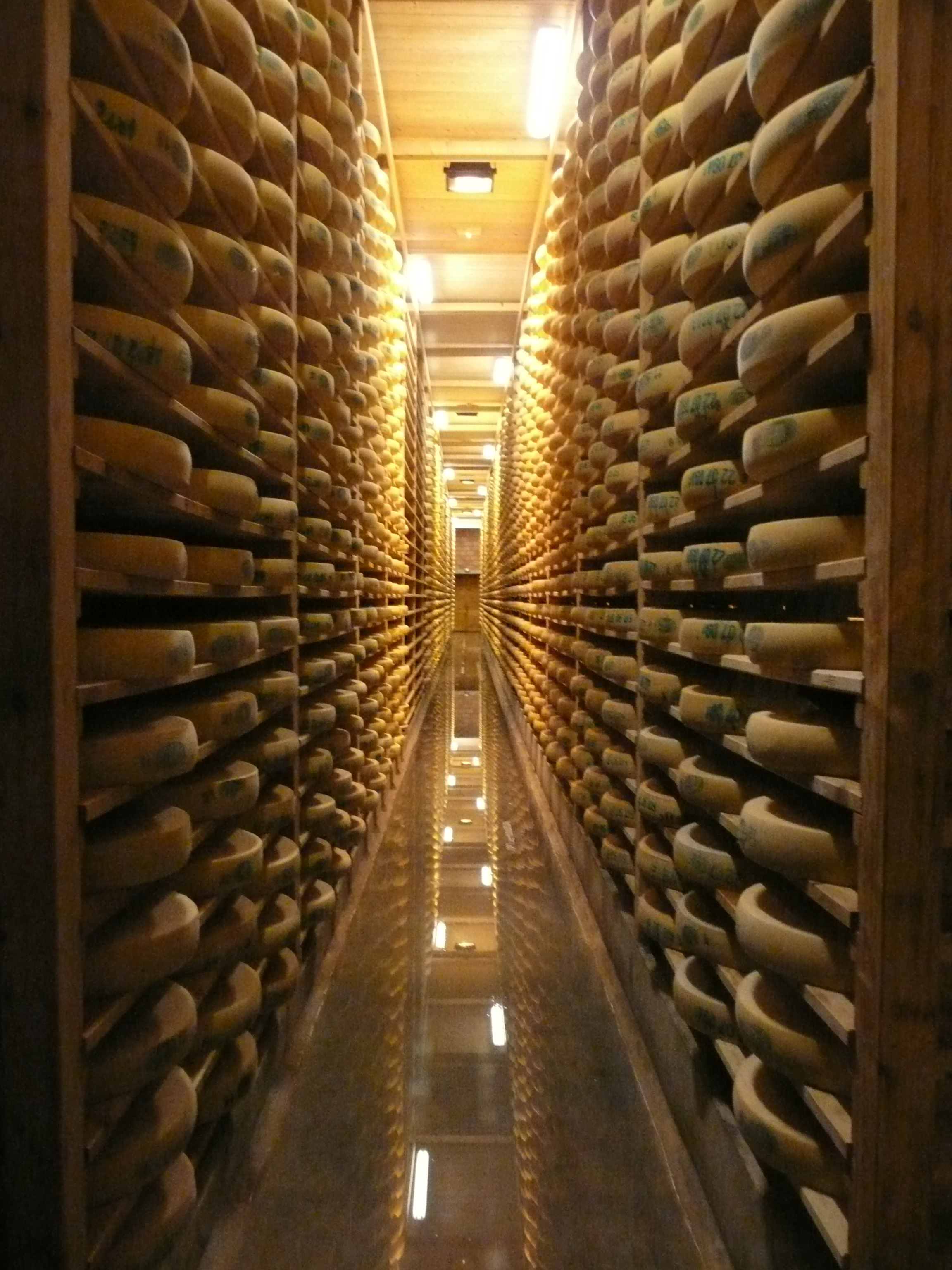
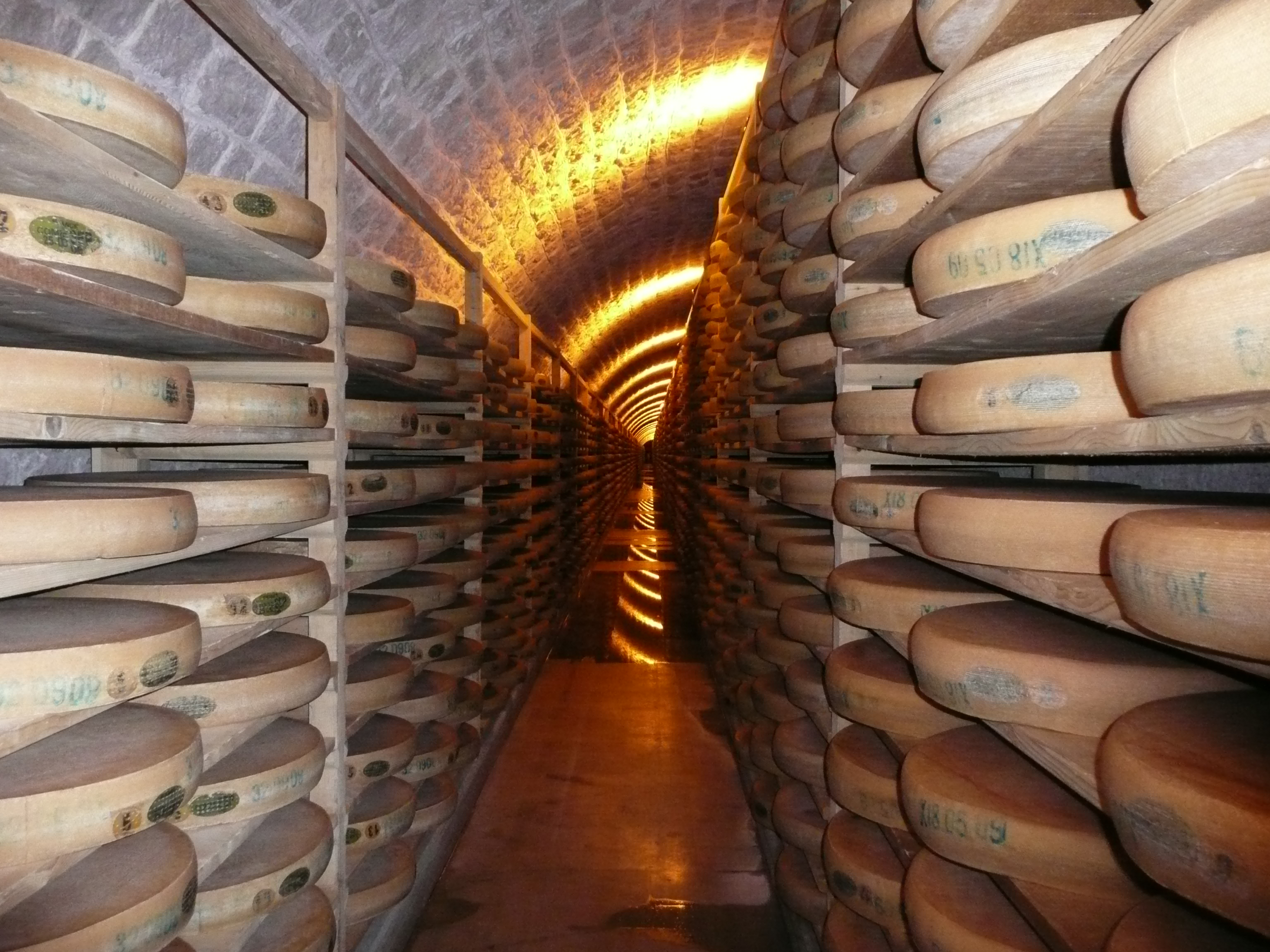
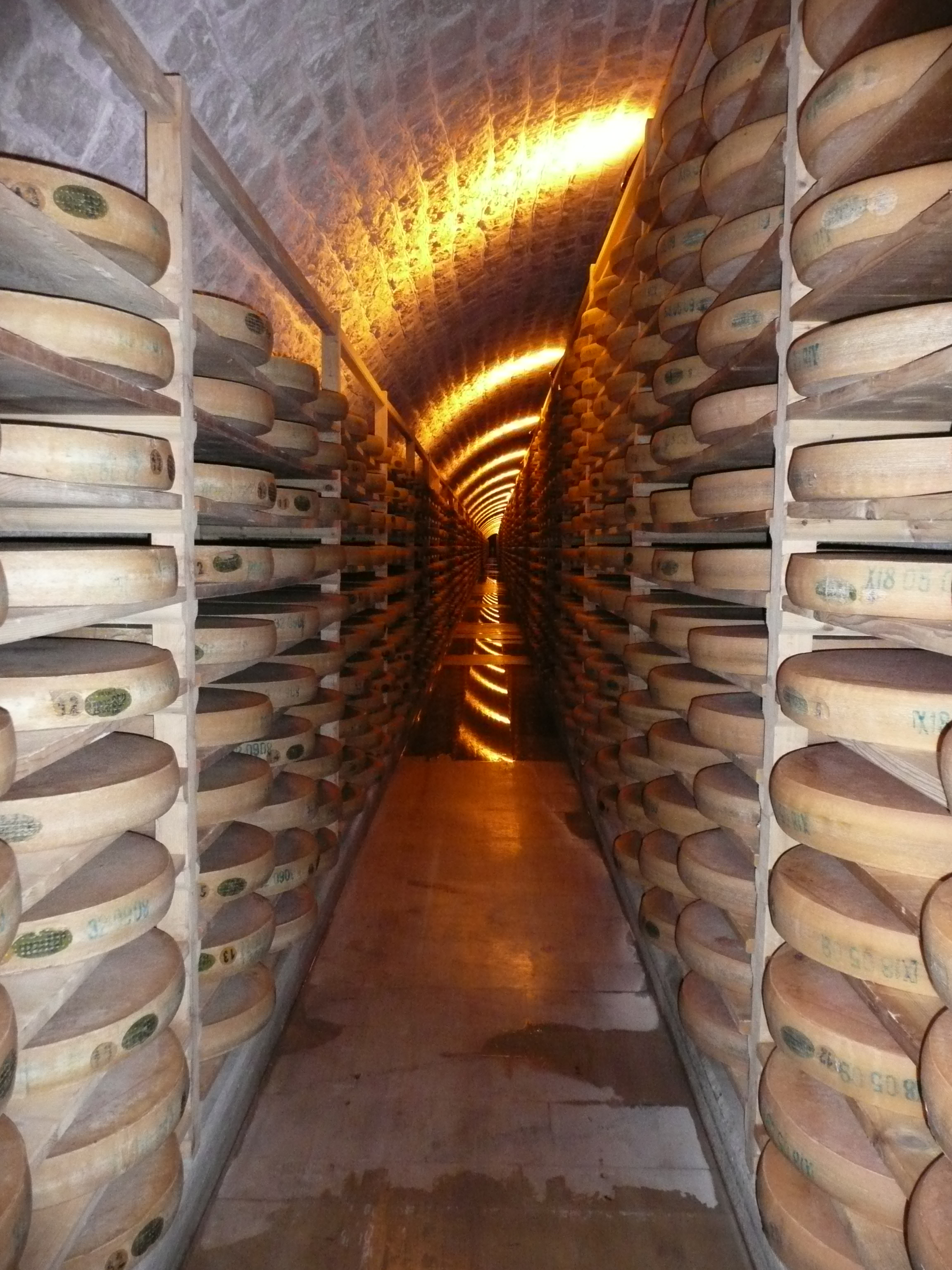